# Sharp MZ
Sharp MZ est une série d’ordinateurs personnels fabriqués par Sharp et commercialisés principalement au Japon et en Europe à partir de 1978 et au cours des années 1980. Le terme MZ tire son origine de MZ-40K, un kit informatique personnel produit par Sharp en 1978 et basé sur le processeur 4-bit (en) Fujitsu MB8843. Viennent ensuite les modèles MZ-80K, K2, C et K2E, basés sur le processeur Sharp LH-0080 (compatible Z80) et dotés d’un clavier alphanumérique. Du premier modèle à processeur Z80 au MZ-2200 (ja) en 1983, les ordinateurs MZ comprenaient le PC, le moniteur, le clavier et l'enregistreur à bande magnétique dans une seule unité, semblable à la série PET de Commodore. Le MZ a également la particularité de ne pas inclure un langage de programmation ou un système d'exploitation dans la ROM. Cela a invité de nombreuses sociétés tierces, à commencer par Hudson Soft, à produire de nombreux langages et systèmes d'exploitation pour le système.